# Envia garciai
Envia garciai es una araña de pequeño tamaño de 3 mm de la familia de los microstigmátidos, de color amarillo pálido, propia de Brasil. De acuerdo con los autores que la han descrito, el nombre hace referencia al investigador Marcos García.
Viven en el suelo, entre los residuos vegetales de las selvas vírgenes, donde llegan a representar un 17% de la abundáncia de arañas del lugar, llegando a encontrar una densidad poblacional de 37 individuos por m².